# Maison à Bar
La Maison à Bar est une ferme fortifiée située au Mont-Dieu, en France.

## Description
Le bâtiment, très allongé, est encore partiellement entouré de fossés. Au milieu du bâtiment, une tour carrée dispose d'une bretèche, permettant par le passé de défendre le pont-levis. Les ouvertures sont rares et étroites.

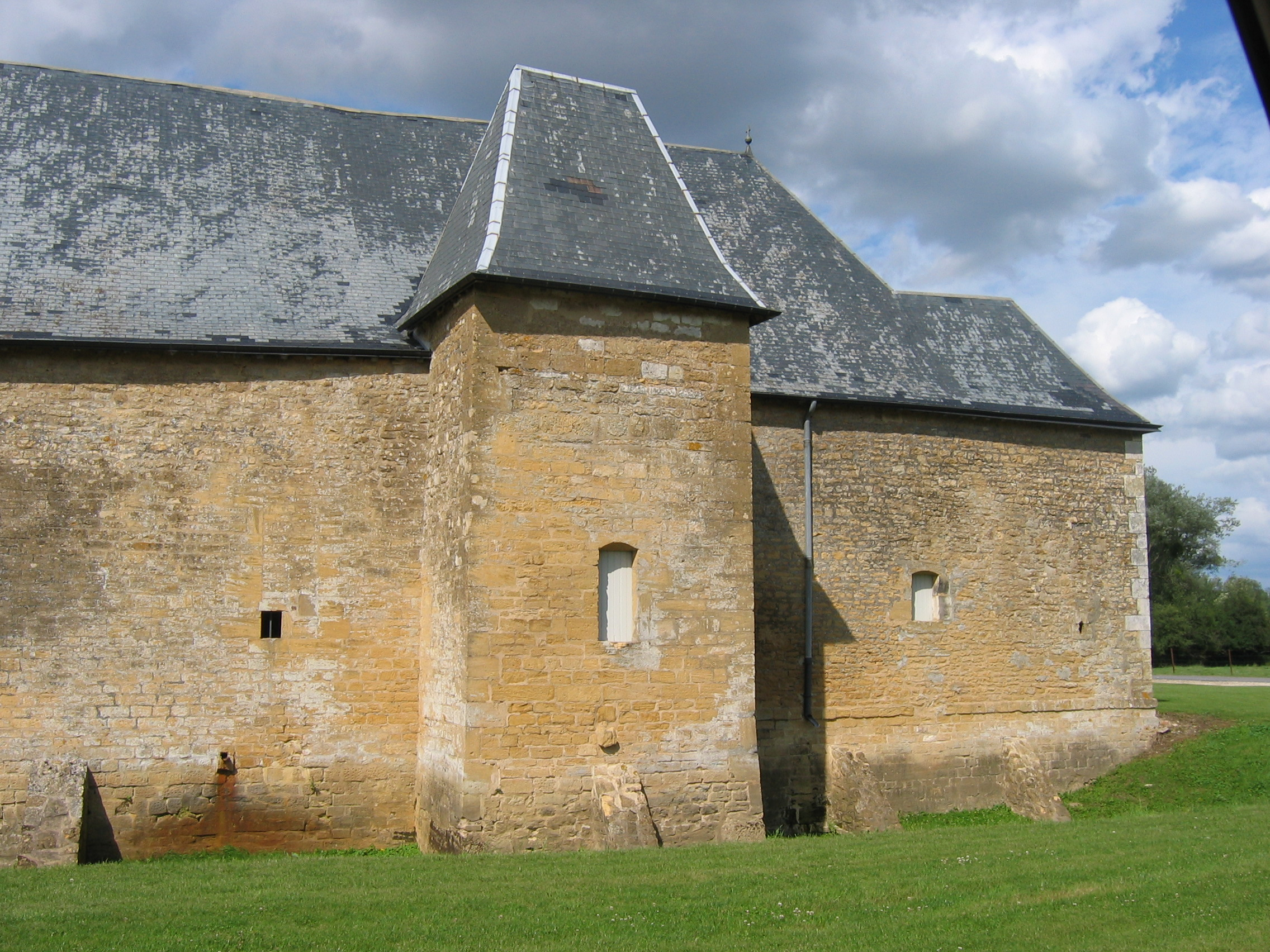
Détail des ouvertures
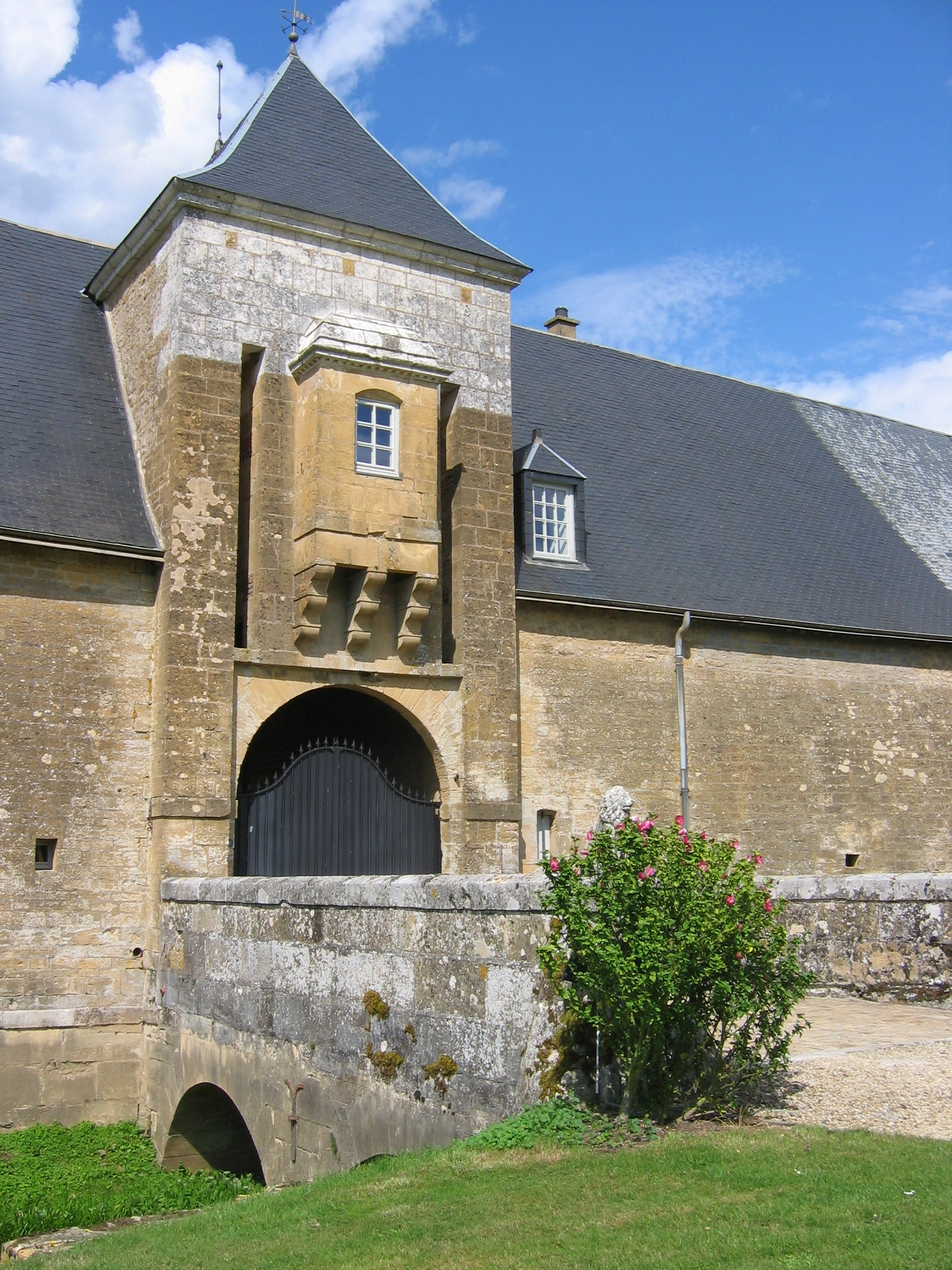
Entrée
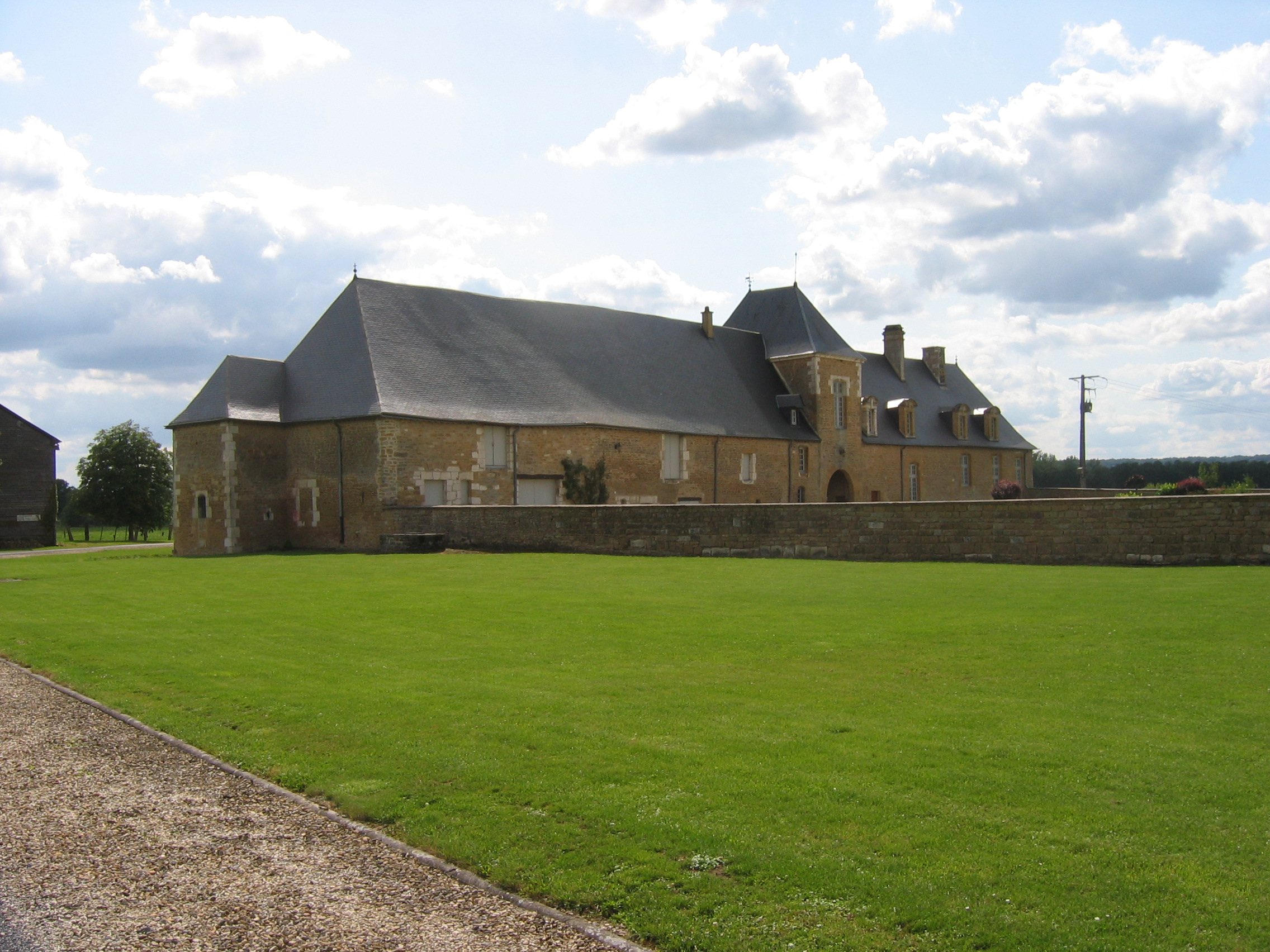
Face nord

## Localisation
Cette ferme fortifiée, au milieu des pâturages, au pied de la Baret à proximité du canal des Ardennes, est implantée sur la commune de Tannay-le-Mont-Dieu, à la limite septentrionale de cette commune et des communes de La Neuville-à-Maire et de Vendresse, dans le département français des Ardennes.
Le sentier de grande randonnée 14 passe à 300 mètres.

## Historique
Ce bâtiment est une ancienne dépendance des chartreux du Mont-Dieu. La date de construction n'est pas connue avec précision. La construction doit remonter à la fin du XVIe siècle et début du XVIIe siècle. Une taque de cheminée est datée de 1626. Trois activités y sont alors exercées : l'élevage, la pêche, l'échange de denrées par l'intermédiaire de bateaux rejoignant la Meuse.
Déclaré bien national et vendue à la Révolution, cette ferme devient la propriété de Jean Abraham André Poupart de Neuflize, le futur baron Poupart de Neuflize, manufacturier protestant de Sedan, fils du manufacturier de même nom. Inquiété un moment pendant la Terreur, il s'y installe discrètement à quelques reprises, ainsi que son épouse, Adélaïde Dumoustier de Vastre, près d'un ami qui exploitait cette ferme fortifiée pour leur compte et qui était également maire de la commune du Mont-Dieu. À quelques kilomètres de la ferme, la chartreuse du Mont-Dieu est alors transformée en prison pour tous les suspects de visées contre-révolutionnaires. Jean Abraham André Poupart de Neuflize décède en 1810. Huit ans plus tard, en 1818, son épouse, cette même Adélaïde Dumoustier de Vastre revend ce bien  à Jean-Nicolas Gendarme, célèbre industriel des Ardennes.
Sa situation isolée, entourée d'herbages humides et en partie marécageux, cause de maladie du bétail, explique l'abandon de cette propriété dans la deuxième partie du XIXe siècle.
L'édifice est inscrit au titre des monuments historiques en 1926. Il a été restauré dans les dernières décennies du XXe siècle.